# パブロ・オルバイス
パブロ・オルバイス（Pablo Orbaiz Lesaka、1979年2月6日 - ）は、スペイン・パンプローナ出身の元サッカー選手。元スペイン代表である。現役時代のポジションはDMF。

## 来歴

### クラブ
怪我がちであり、何度も大怪我をして戦線離脱している。チーム内の人望が厚く、ハビ・マルティネスなどが憧れる選手としてオルバイスの名前を挙げている。
2012年7月25日、ロシアのFCルビン・カザンへフリートランスファーで移籍した。

### 代表
2002年にはスペイン代表として4試合に出場した。

## 所属クラブ
- CAオサスナ B 1996-1998
- CAオサスナ 1996-2000
- アスレティック・ビルバオ 2000-2012

→ オリンピアコスFC 2011-2012 (loan)
- FCルビン・カザン 2012-2013

## タイトル

### クラブ
オリンピアコス
- ギリシャ・スーパーリーグ 2011-12
- ギリシャ・フットボールカップ 2011-12

### 代表
スペインU-20代表
- FIFAワールドユース選手権 1999